# Balamkú

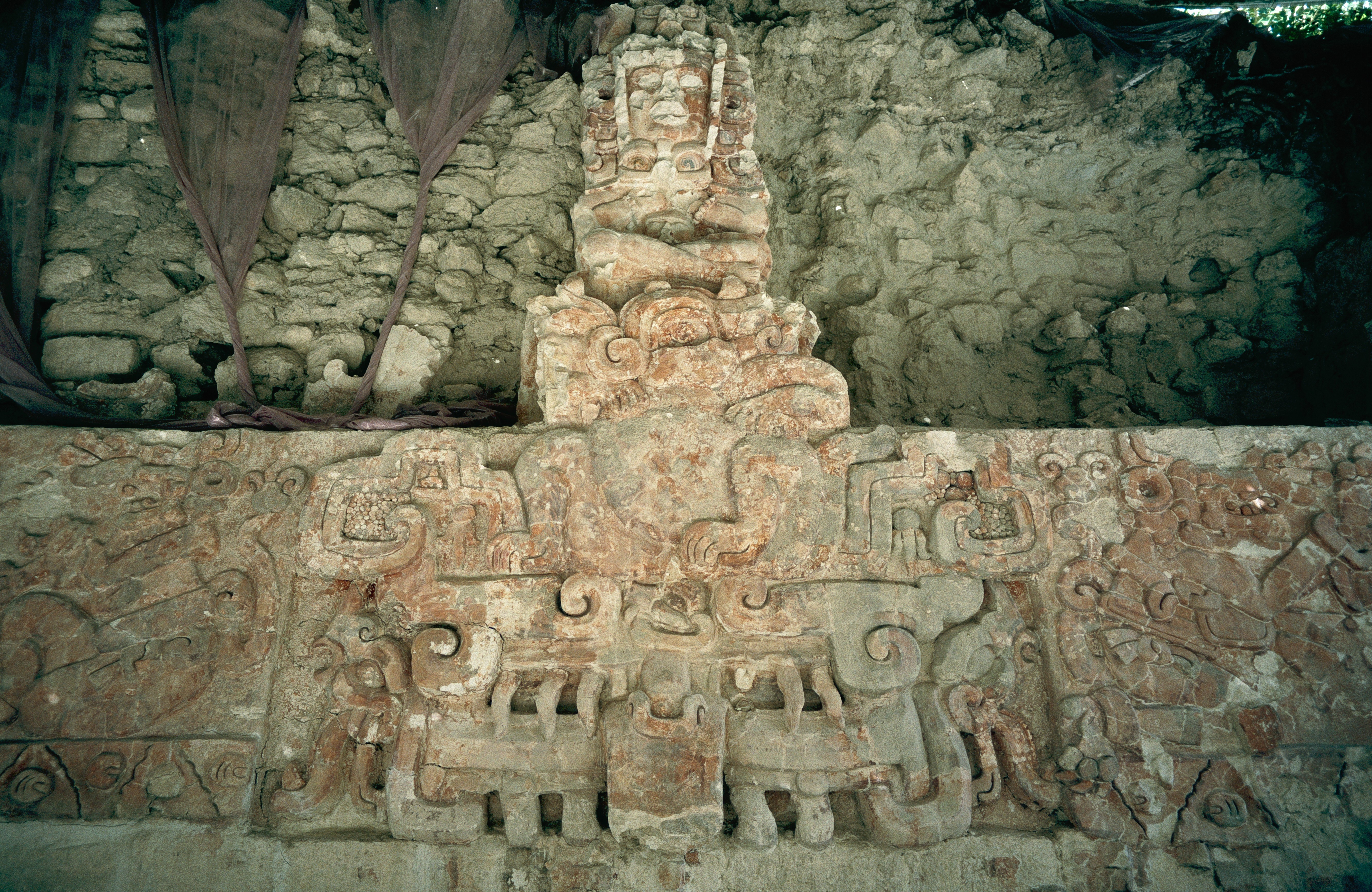
Abschnitt aus dem Fries von Balamkú, stabilisierter Originalzustand

Balamkú ist eine eher kleine Ruinenstadt der Maya im Umfeld von Calakmul, die durch einen 1990 entdeckten, gut erhaltenen Wandfries berühmt wurde. Sie befindet sich im mexikanischen Bundesstaat Campeche, an der Grenze zu Guatemala, rund 65 Kilometer nördlich der Mayastätte Calakmul. Der Name ist nicht original.

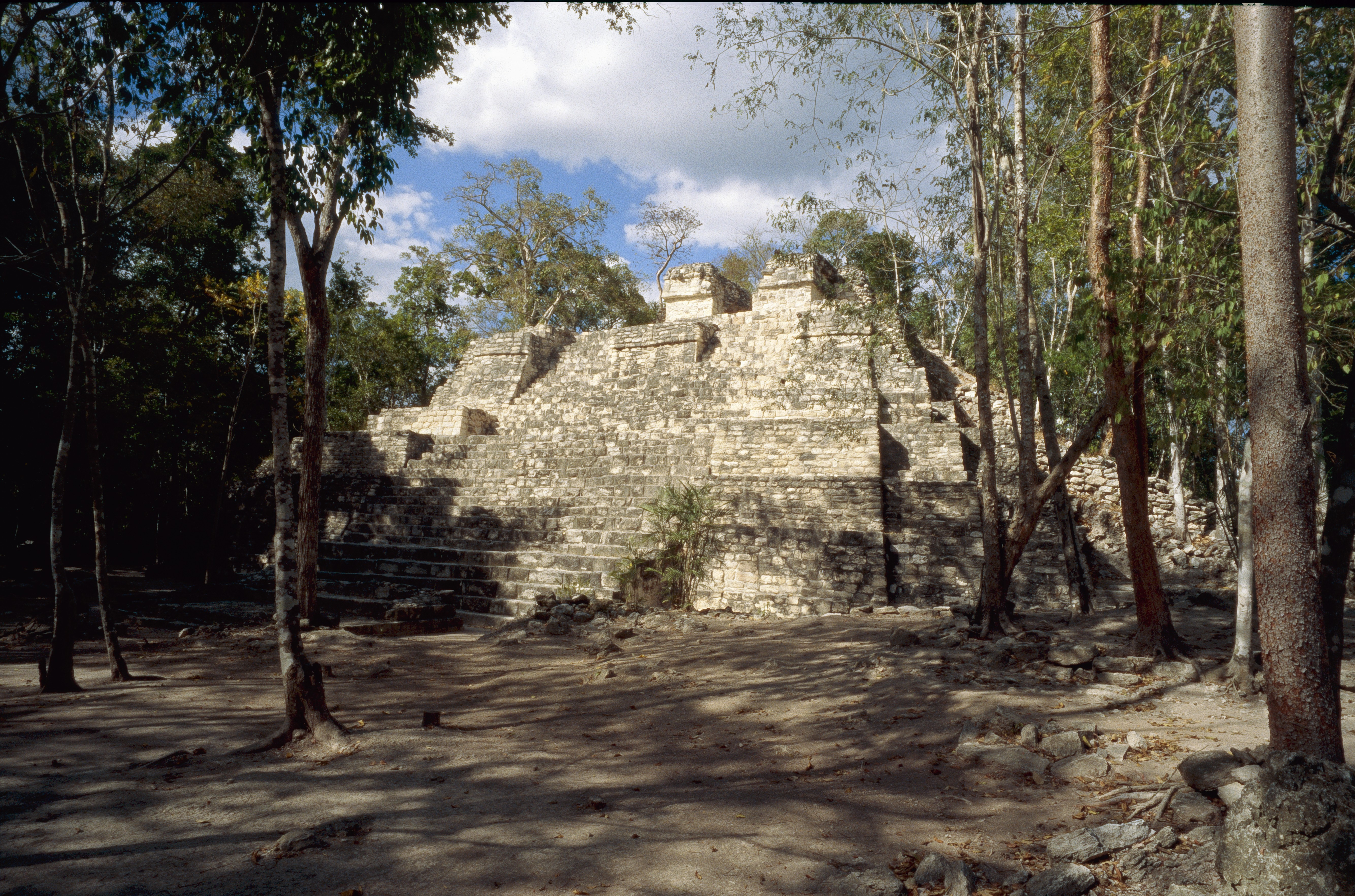
Rekonstruiertes Gebäude des Frieses, spätere Phase

Das Gebäude mit dem Fries aus modelliertem und bemaltem Stuck befindet sich im hinteren Teil der Anlage. Der Fries schmückt die obere Wandfläche eines Gebäudes mit drei Eingängen und ragt teilweise hoch darüber hinaus. Die rote Originalfarbe ist außerordentlich gut erhalten. Dominierendes Element sind Kröten, die nach Auffassung der Maya verehrte Führer der Menschen von der Erde zur Unterwelt waren. Der Fries und das Gebäude, zu dem er gehört, wurde in alter Zeit mit einem höheren Gebäude überbaut, was den guten Erhaltungszustand erklärt. Zum Schutz wurde das spätere Gebäude wieder restauriert, der Fries ist durch eine seitliche Tür (Westseite) zugänglich.